# Tetramicra brevifilum
Tetramicra brevifilum — єдиний вид паразитичних мікроспоридій роду Tetramicra. Назва вперше опублікована 1980 року.
Паразит низки видів риб, зокрема вудильника чорночервоного, калкана великого, пінагора.